# Magyar Sajtó (napilap)
A Magyar Sajtó politikai napilap volt a 19. században. Török János 1855. június 15-én alapította és szerkesztette Bécsben. 1857. január 6-tól Pesten Heckenast Gusztáv kiadásában jelent meg és szerkesztette Hajnik Károly, 1862. március 13-tól Jókai Mór, 1863. január 1-től Vajda János, július 1-től Pákh Albert, 1865. április 1-től újból Hajnik Károly 1865. december 11-ig, amikor a lap a Magyar Világba olvadt. Megjelent hetenként hatszor nagy íven, 1859. április 1-től kisebb alakban hatszor, 1865. április 1-től ismét nagy íven, azonban hetenként csak kétszer.